# Ley Volstead

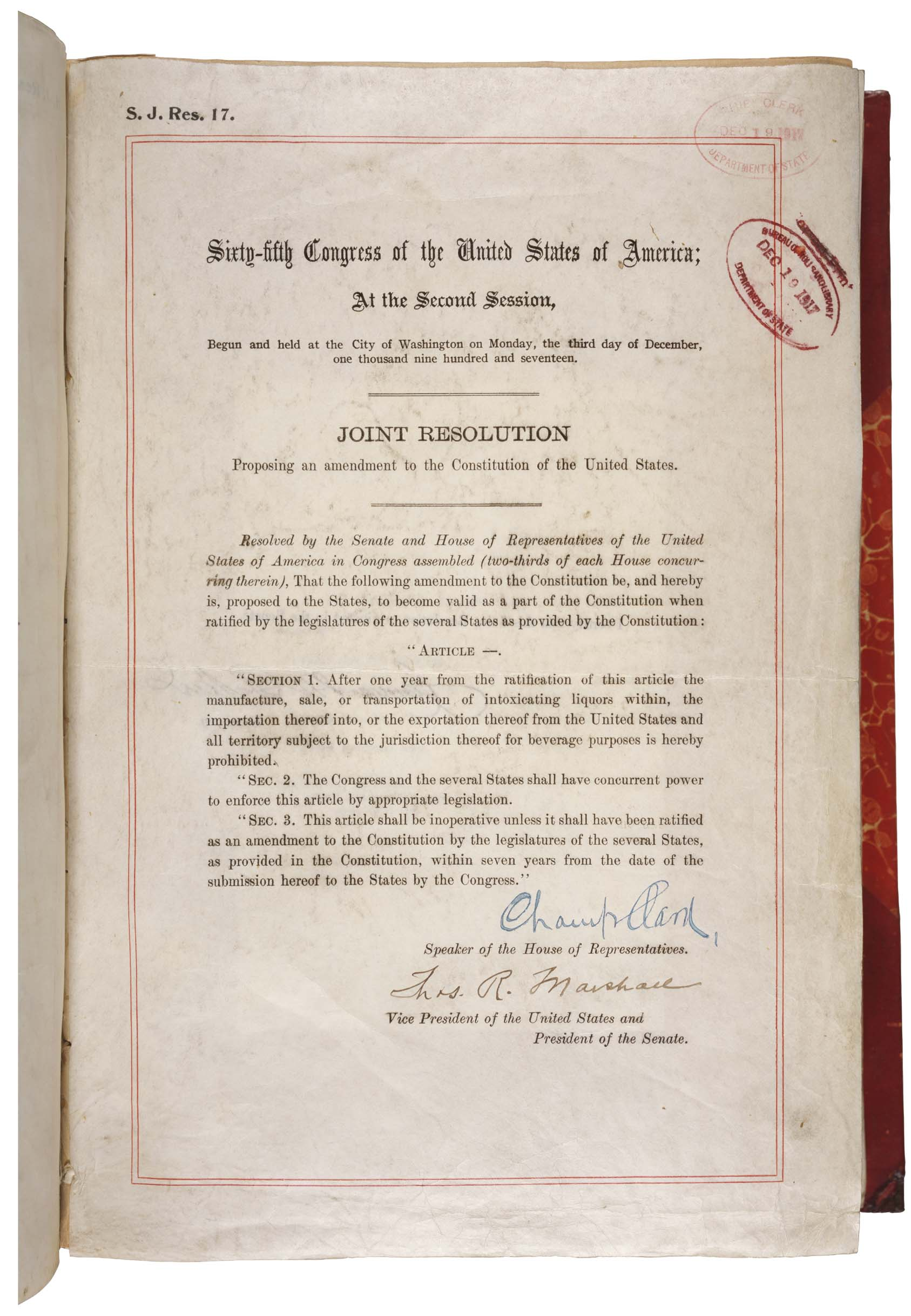
18° Enmienda

Ley Volstead es el nombre con el que también se conoció al Acta de Prohibición o Ley seca promulgada en 1919 en los Estados Unidos de América. La Ley Volstead venía a desarrollar la decimoctava Enmienda a la Constitución de los Estados Unidos de 1917, en virtud de la cual se prohibía la venta, importación y fabricación de bebidas alcohólicas en todo el territorio de los Estados Unidos.
La ley Volstead fue llamada así en honor a Andrew Volstead, el presidente del Comité de la Cámara de Representantes de los Estados Unidos sobre Asuntos Judiciales, que supervisó su aprobación. Sin embargo, Volstead actuó más como patrocinador de la ley y facilitador de la misma que como creador de ella. Fue Wayne Wheeler, miembro de la Liga Antibares, quien concibió y redactó la ley.

## Procedimiento
La ley fue vetada por el presidente Woodrow Wilson, en gran parte debido a razones de carácter técnico, dado que la ley cubría también las prohibiciones durante la guerra. El veto fue anulado por el Congreso el 28 de octubre de 1919, y la ley fue promulgada.
La ley Volstead especificaba que "ninguna persona fabricará, venderá, cambiará, transportará, importará, exportará o entregará ningún licor embriagador excepto los autorizados por esta ley". Esto no prohibió expresamente el uso de bebidas espirituosas. La ley definía como bebida espirituosa cualquier bebida que contuviera más del 0,5% de alcohol y reemplazó todas las leyes de prohibición existentes en efecto en los estados que tenían tal legislación.
La Decimoctava Enmienda a la Constitución de los Estados Unidos y las leyes aprobadas sobre la base de la misma –entre ellas, la ley Volstead– llegaron a ser conocidas simplemente como "la Prohibición" o la ley seca, y afectó enormemente a la sociedad estadounidense en la década de 1920 (popularmente conocida como los Felices Años Veinte).

## Efectos
Los efectos de la Prohibición fueron inesperados. La producción, la importación y la distribución de bebidas alcohólicas —una vez prohibido el negocio legítimo— fueron asumidas por bandas criminales, que lucharon unas contra otras por el control del mercado en confrontaciones violentas, incluso llegando a cometer asesinatos en masa.
Los gánsteres principales, como Tom Dennison y Al Capone de Chicago, se hicieron ricos y permitieron la expansión del crimen en todo el país. La aplicación de la prohibición era difícil porque las bandas se hicieron tan ricas que llegaron a tener poder para sobornar a personal de la policía y del estamento judicial. Muchos ciudadanos apoyaban a los contrabandistas de licores y, en general, la ley seca, fruto del trabajo de lobbies y asociaciones puritanas, contó con escaso apoyo popular.
La pérdida de las costumbres sociales durante los años 1920 incluyó la popularización del cóctel entre los grupos socioeconómicos más elevados. Aquellos inclinados a ayudar a las autoridades a menudo eran intimidados, hasta asesinados. En varias ciudades principales, notablemente aquellas que sirvieron como puntos principales de importación de licor (incluso Chicago y Detroit), las bandas criminales llegaron a inmiscuirse en el poder político municipal de manera significativa. Una redada por parte de la policía del estado de Míchigan en Detroit involucró al alcalde, al sheriff y a un miembro del Congreso local.
La sección 29 de la ley Volstead permitió que 200 galones (el equivalente de aproximadamente 1000 botellas de 75 cl) "de sidra no embriagadora y zumo de fruta" fueran hechos cada año en casa. Al principio el término "embriagador" fue definido como algo más del 0,5 %, pero el Servicio de Impuestos Internos pronto disminuyó esa medida, por lo que la fabricación casera de alcohol pareció estar legalizada. Algunos viñedos iniciaron la venta de uvas para hacer el vino en casa; las uvas de Zinfandel eran populares entre los fabricantes de vino casero que vivían cerca de las viñas. También se popularizó la venta de la uva Alicante Bouschet debido a que era menos susceptible de pudrirse. Ésta y las variedades similares fueron extensamente plantadas para el mercado del vino hecho en casa.

## Derogación
La prohibición perdió seguidores a medida que el alcohol iba teniendo mayor aceptación social. Debido a los efectos de la prohibición y los castigos contra el desacato, el crecimiento de crimen organizado se hizo aparente. Hacia 1933, la oposición pública a la prohibición se había hecho aplastante. En enero de aquel año, el Congreso procuró adelantarse a la oposición con el Acta de Cullen-Harrison, que legalizó "la cerveza 3,2" (es decir, el 3,2 % de alcohol en cerveza por peso o el 4 % por volumen), en vez del límite del 0,5 % definido por el Acta original de Volstead, pero esta última acta fue insuficiente.
El Congreso propuso una enmienda para abrogar la Prohibición (el Acta de Blaine) el 17 de febrero y, el 5 de diciembre de 1933 —cuando Utah se convirtió en el estado 36 en ratificar la enmienda— la Vigesimoprimera Enmienda, que abrogó la Decimoctava Enmienda, hizo que el Acta de Volstead fuese inconstitucional y restauró el control del alcohol de los estados, hasta la creación de la Administración Federal del Alcohol en 1935.
En 1968, con la aprobación del Acta de Control de Armas, la agencia cambió su nombre otra vez, esta vez a División de Armas de fuego, Alcohol y Tabaco del IRS. Comenzó a ser llamada por las iniciales "ATF" (por sus palabras en inglés: Alcohol, Tobacco y Firearms). En 1972, el presidente Richard Nixon firmó una Orden Ejecutiva que crea una Oficina separada de Alcohol, Tabaco, y Armas de fuego dentro del Ministerio de Hacienda. Rex D. Davis supervisó la transición y fue el primer director de la oficina, habiendo encabezado la división desde 1970. Durante su tenencia, Davis dirigió y transformó la organización en una agencia que apuntaba hacia terroristas políticos y crimen organizado. Sin embargo, los impuestos y otras cuestiones de alcohol no recibieron tanta importancia en aquel tiempo.